# 华阳路街道 (上海市)
华阳路街道是中国上海市长宁区下辖的一个街道办事处，位于长宁区东部，东到长宁路、安西路、武夷路接邻江苏路街道，北到苏州河接邻普陀区。面积2.04平方公里，户籍人口7.04万人（2008年），下辖21个居委会。
华阳路街道的主要街道长宁路和定西路，构成繁华的中山公园商圈。辖区内的圣约翰大学旧址（今华东政法大学）、中山公园，是愚园路历史文化风貌区的重要组成部分。
上海市轨道交通二号线、三号线、四号线以该街道辖区的中山公园站为换乘枢纽。

## 行政区划
华阳镇下辖华阳路一居委会、华阳路二居委会、华阳路三居委会、华阳路四居委会、华阳路五居委会、华院居委会、秀水居委会、长宁路一居委会、长宁支路二居委会、长宁路二居委会、苏一居委会、潘东居委会、潘西居委会、陶家宅居委会、徐家宅居委会、姚家角居委会、建宁居委会、潘中居委会、天诚居委会、飞乐居委会、西一居委会。